# Puerto Cortés (ort)
Puerto Cortés är en ort i Honduras. Den ligger i den nordvästra delen av landet, 220 km norr om huvudstaden Tegucigalpa. Antalet invånare är 200 000.
Terrängen runt Puerto Cortés är platt. Havet är nära Puerto Cortés åt nordväst. Runt Puerto Cortés är det mycket tätbefolkat, med 2 028 invånare per kvadratkilometer. Puerto Cortés är det största samhället i trakten. 